# Begraafplaats van Bosvoorde
De begraafplaats van Bosvoorde is een begraafplaats in de Belgische gemeente Watermaal-Bosvoorde in het Brussels Hoofdstedelijk Gewest. De begraafplaats ligt aan de Buksboomstraat, ten zuiden van het centrum van Bosvoorde, aan de rand van het Zoniënwoud.

## Bekende personen
- Auguste Beernaert, politicus en nobelprijswinnaar
- Antoine Depage, chirurg en politicus
- Marie Depage, verpleegster
- Léonard Greindl, generaal en minister
- Constantin Héger, leraar

Hier liggen ook enkele bekende Belgische kunstenaars begraven:
- Euphrosine Beernaert, kunstschilderes
- Albert Droesbeke
- Rik Wouters, kunstschilder en beeldhouwer